# Ерл Мідоус
Ерл Елмер Мідоус (англ. Earle Elmer Meadows; нар. 29 червня 1913 — пом. 11 листопада 1992) — американський легкоатлет, який спеціалізувався в стрибках з жердиною.

## Із життєпису
Олімпійський чемпіон зі стрибків з жердиною (1936).
Чемпіон США зі стрибків з жердиною (1935). Срібний (1936, 1941, 1947) та бронзовий (1937, 1942) призер чемпіонатів США у стрибках з жердиною.
Чемпіон США в приміщенні зі стрибків з жердиною (1937, 1940, 1941).
Рекордсмен світу зі стрибків з жердиною (4,54; 1937).

## Визнання
- Член Зали слави легкої атлетики США (1996)